# Defender
"Defender" je píseň australské popové zpěvačky-skladatelky Gabriella Cilmi. Píseň pochází z jejího druhého alba Ten. Produkce se ujal producent The Invisible Men.

## Hitparáda
| Žebříček  | Příčka |
| --------- | ------ |
| Anglie    | -      |
| Austrálie | -      |